# 芦北町立佐敷小学校伏木氏分校
芦北町立佐敷小学校伏木氏分校（あしきたちょうりつ さしきしょうがっこうふしきぶんこう）は、熊本県葦北郡芦北町にある芦北町立佐敷小学校の分校

## 沿革
- 1905年（明治38年） - 佐敷尋常高等小学校伏木氏分教場設置。
- 1941年（昭和16年） - 佐敷国民学校伏木氏分教場と改称。
- 1947年（昭和22年） - 佐敷町立佐敷小学校伏木氏分校と改称
- 1955年（昭和30年） - 葦北町立佐敷小学校伏木氏分校と改称
- 1970年（昭和45年） - 芦北町立佐敷小学校伏木氏分校と改称
- 1995年（平成7年） - 休校